# 에드나 크라버플
에드나 크라버플(Edna Krabappel)은 미국의 애니메이션 심슨 가족에서 등장하는 캐릭터로, 성우는 마샤 월리스이다.

## 개요
크라버플은 바트 심슨이 재학중인 스프링필드 초등학교 4학년의 담임이며, 시즌 23부터 네드 플랜더스의 아내가 된다.
그녀는 마샤 월리스가 성우를 맡은 유일한 캐릭터로, 2013년 10월 25일 마샤 월리스가 유방암으로 사망하자 제작진 측은 후속 시리즈에서 크라버플을 은퇴시킬 것을 발표했다. 이후 시즌 25에서 카메오로 재등장했는데, 따로 성우를 쓰지 않고 대사없이 등장했다.

## 같이 보기
- 심슨 가족
- 바트 심슨
- 네드 플랜더스

## 참조
1. ↑  손봉석 (2013년 10월 30일). “‘심슨 가족’ 캐릭터 중 한명 사망, 누구?”. 2013년 10월 30일에 확인함.